# Крушиновське озеро
Крушино́вське озеро (або Крушинівське, або Крушинавське) — невелике озеро льодовикового походження в північно-західній частині Гомельської області Білорусі, на території Рогачевського району. Знаходиться в басейні річки Друть, за 22 км на північний захід від міста Рогачов.
Озеро витягнулось з півночі на південь довжиною 1,9 км, при цьому ширина північної частини становить 0,7 км, а південної — вдвічі менша. Південна частина дещо викручена на схід, тому водне дзеркало нагадує сходинки.
Береги низинні та болотисті, на сході дещо підняті. На півночі знаходяться луки, на сході — ліси, а на заході береги вкриті чагарниками. На півдні, в гирлі річки Заозер'є, знаходиться однойменне село Заозер'є.